# Henry Kellett
Pour les articles homonymes, voir Kellett.
Sir Henry Kellett est un officier de la marine britannique, né le 2 novembre 1806 à Clonacody et mort le 1er mars 1875 à Tipperary.

## Biographie
Il entre dans la marine britannique à l’âge de 14 ans et participe alors à une mission de recherche sur les côtes américaines de 1835 jusqu’au début des années 1840, mission conduite par l’amiral Frederick William Beechey (1796-1856) et Sir Edward Belcher (1799-1877). Il continue ce travail en tant que capitaine du HMS Herald de 1845 à 1848 pour prospecter les côtes du Columbia District et de l'Oregon Country à la suite du litige sur la frontière de l'Oregon. En 1848, il est chargé de retrouver Sir John Franklin (1786-1847), disparu lors d’une exploration du nord de l’Amérique. Il pénètre alors dans le détroit de Béring, découvre avec Thomas Edward Moore l’île Herald et l'île Wrangel en 1849, et atteint le détroit de Kotzebue. 
En 1850, il arrive à Winter Harbour où il trouve un document laissé par Robert McClure qui renseigne sur la situation de celui-ci en baie de la Mercy. Il commande alors le HMS Resolute et porte secours à McClure à la recherche du passage du nord-ouest et dont le vaisseau, HMS Investigator, est prisonnier des glaces. 
Il sert ensuite comme second d'Edward Belcher sur le Pionnier en 1852 et explore l'île de Melville jusqu'au lieu nommé Bridport. L'année suivante, il effectue avec Pim et McClintock d'importantes excursions en traineaux dans les régions de Dealy et de Melville.
Il devient contre-amiral en 1854, amiral chargé de Malte en 1864 et commandant de la base navale de Chine en 1869.
Un cap de l'Arctique ainsi qu'un détroit du Grand-Nord canadien ont été nommés en son honneur.